# Ogovia
Ogovia is een geslacht van vlinders van de familie spinneruilen (Erebidae).

## Soorten
- O. aliena (Holland, 1920)
- O. alticola Laporte, 1974
- O. bolengensis (Holland, 1920)
- O. ebenaui (Viette, 1965)
- O. pudens (Holland, 1894)
- O. tavetensis Holland, 1892